# Canti delle Terre Divise
Canti delle Terre divise è una trilogia ispirata alla Divina Commedia, scritta da Francesco Gungui, composta dai tre episodi Inferno, Purgatorio e Paradiso.

## Trama

### Inferno
Ci troviamo in un universo distopico, dove la gente viene mandata all'Inferno, se non si adegua alle regole dell'Oligarchia, il sistema governativo di Europa. Alec vive proprio lì, insieme a sua madre e a sua sorella, fino a quando non viene trasferito in Paradiso, il quartiere d'élite del Mondo, per lavorare a casa di un oligarca. Proprio qui farà la conoscenza di Maj Shobert, la figlia del suo datore di lavoro, della quale si innamora. Anton Shobert viene accusato di tradimento verso l'Oligarchia, e quindi condannato all'Inferno insieme a sua figlia; Alec, rendendosi conto di essersi innamorato della giovane e avendo trovato dei documenti di suo padre che svelerebbero l'uscita dall'Inferno, interrompe una parata governativa, cosicché viene condannato anche lui. I due ragazzi, finiti nello stesso cerchio, affrontano vari pericoli all'interno della prigione nazionale, in seguito ai quali conoscono le Amazzoni, ragazze condannate che combattono per il territorio, Guido, Jorgos e ritrovano Maureen, amica d'infanzia di Alec. L'avventura si conclude con Maj e Alec che si avventurano verso l'uscita dall'Inferno.

## Personaggi

### Inferno
- Alec: giovane ragazzo abitante di Europa. Viene mandato a lavorare nel quartiere più benestante di tutta Europa, Paradiso.
- Maj Shobert: una ragazza che abita a Paradiso; è figlia dell'oligarca Anton Shobert.
- Elena e Beth: madre e sorella minore di Alec.
- Marcus: zio di Alec dipendente dal nepente, causa della sua multipla personalità.
- Maureen: amica d'infanzia di Alec, vive in una scuola abbandonata alla periferia di Europa.
- Guido: condannato all'Inferno, aiuterà i protagonisti nel loro viaggio.
- Jorgos: un bambino nato nell'Inferno che si unirà ad Alec e Maj.
- Marvin: ragazzo di Maj, figlio dell'Oligarca Kronous.

### Purgatorio
- Lando: padre di Alec, condannato all'Inferno dopo averne progettato il sistema, è riuscito a scappare dopo essere stato ritenuto morto da tutti.
- Laura: aiutante di Lando, genio del pc.
- Filippo: fratello di Laura, di mestiere marinaio.
- Ivan: è il fratello maggiore di Guido, esiliato all'Inferno per spaccio di nepente, droga locale.
- Primo: All'inferno capo degli anarchici, dopo un grande scontro contro le guardie dell'oligarchia evade ed diventa una figura importante nel Movimento.

### Paradiso
- Karl: schiavo in America, aiuterà Alec a fuggire da un accampamento di schiavisti.